# Durham Report
Het Report on the affairs of British North America, of Durham Report, is een belangrijk document in de geschiedenis van Quebec, Canada en het Britse Rijk. 
De notabele Britse Whig Party-politicus John George Lambton, graaf van Durham, werd in 1838 naar Canada gezonden om de oorzaken van de rebellie van 1837-38 te onderzoeken. Durham kwam aan in Quebec op 27 mei. Hij was juist aangesteld als gouverneur-generaal en hem werden  speciale volmachten toegekend als Hoge Commissaris van Brits Noord-Amerika. 
Durham had gesproken met handelaars in Engeland, die een grotere controle wilden over Canada, omdat zij zich bedreigd voelden in hun economische belangen door de aanwezigheid van Franse Canadezen in de provincie Beneden-Canada. De hoofdoorzaak van de opstanden was volgens hem dan ook de wrijving die er bestond tussen de Franstalige en Engelstalige gemeenschappen, waardoor een unie van Boven- en Beneden-Canada Canada volgens hem de enige oplossing was.